# Аленов мочварни мајмун
Аленов мочварни мајмун (Allenopithecus nigroviridis) је врста примата (Primates) из породице мајмуна Старог света (Cercopithecidae), која насељава мочваре средње Африке.
Врста је названа Аленов мочварни мајмун у част америчког зоолога Џоела Асафа Алена.

## Распрострањење
Ареал Аленовог мочварног мајмуна је ограничен на мањи број држава.
Врста је присутна у следећим државама: Камерун, ДР Конго и Република Конго. Присуство у Анголи је непотврђено.

## Станиште
Станишта врсте су шуме, мочварна подручја и речни екосистеми.

## Начин живота
Женка обично окоти по једно младунче. Групе могу да имају до 40 животиња.

## Угроженост
Ова врста је наведена као последња брига, јер има широко распрострањење и честа је врста.